# Maria Wisnowska

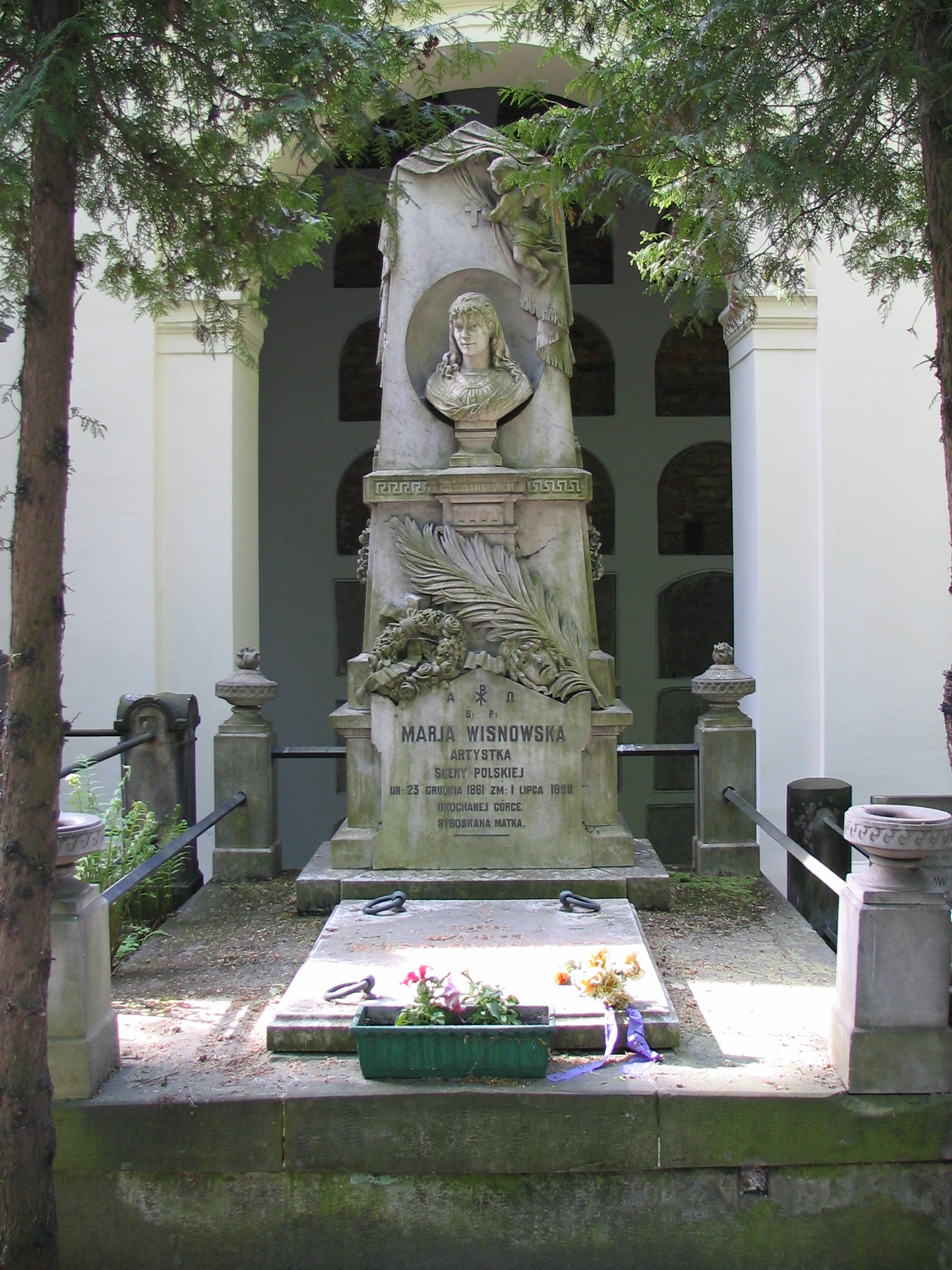
Grób Marii Wisnowskiej

Maria Julia Wisnowska (ur. 23 grudnia 1859, zm. 1 lipca 1890) – polska aktorka teatru dramatycznego.
Była córką Emilii z Hoffmanów (1838–1898) i Jana Oswalda Wisnowskiego (1828–1863). Najczęściej grała role femme fatale w komediach i melodramatach w warszawskich teatrach, deklamowała wiersze na koncertach w salonach Towarzystwa Muzycznego.
Została zastrzelona w Warszawie, w kamienicy przy ul. Nowogrodzkiej 14 w nocy z 30 czerwca na 1 lipca przez Aleksandra Bartieniewa – swojego kochanka, oficera gwardii carskiej. Była wtedy u szczytu kariery aktorskiej. Została pochowana na cmentarzu Powązkowskim (kwatera Pod katakumbami-1-127/128). Pomnik nad jej grobem wykonał Bolesław Syrewicz.

## Odniesienia w kulturze masowej
Historia burzliwego romansu i owianego do dziś tajemnicą morderstwa zainspirowała wielu autorów. 
- Julij Jelec, pułkowy kolega Bartieniewa, napisał prawdopodobnie w 1891 romans w trzech częściach Choroba wieku.
- Historia Barteniewa i Wisnowskiej stała się także inspiracją dla twórców filmu niemego Ludzie bez jutra w reżyserii Aleksandra Hertza. Pierwotny tytuł filmu brzmiał Sprawa Barteniewa[9].
- W 1925 późniejszy laureat Nagrody Nobla Iwan Bunin stworzył Sprawę korneta Jełagina. Kanwą powieści były akta procesu wydane w 1891 roku w Petersburgu.
- Twórcą romansu Maria Wisnowska w więzach tragicznej miłości był Stanisław Antoni Wotowski.
- W 1974 Władysław Terlecki napisał Czarny romans.
- Historii Marii i Aleksandra poświęcona jest także książka Agaty Tuszyńskiej Maria Wisnowska. Jeśli mnie kochasz - zabij (Wydawnictwo Książkowe Twój Styl,  2003).
- W 2003 powstał film na motywach zabójstwa Igra w modern (Игра в модерн) w reż. Maksima Korostyszewskiego i Igora Efimowa.